# The Roches
The Roches (Maggie, Terre y Suzzy Roche) fue un grupo vocal de tres hermanas cantautoras de Park Ridge, Nueva Jersey, Estados Unidos. Fueron reconocidas por sus armonías, letras extravagantes y actuaciones teatrales cómicas. The Roches estuvieron activas como intérpretes desde 1973 hasta 2017, en ocasiones actuando como trío y en parejas.

## Carrera
A finales de la década de 1960, Maggie (26 de octubre de 1951-21 de enero de 2017) y Terre (pronunciada "Terry", nacida el 10 de abril de 1953) Roche asistieron a la Park Ridge High School, pero la abandonaron para realizar una gira como dúo. Maggie escribió la mayoría de las canciones y Terre contribuyó con algunas. Las hermanas tuvieron un empuje cuando Paul Simon las contrató como cantantes de respaldo en su álbum de 1973 There Goes Rhymin' Simon. Obtuvieron su ayuda (junto con una aparición de los Oak Ridge Boys) en su único álbum como dúo, Seductive Reasoning (1975). Más tarde, en la década de 1970, la hermana menor Suzzy (nacida el 29 de septiembre de 1956) se unió para formar el trío The Roches.
Alrededor de esta época, trabajaron como camareras en el famoso local folklórico de Greenwich Village Gerde's Folk City y realizaron apariciones en el escenario, una experiencia que conmemoraron en su canción, "Face Down at Folk City" (de Another World, 1985). Fue aquí donde conocieron a muchos de sus futuros colaboradores. En el momento de su primer álbum como trío, The Roches (1979), las tres hermanas compartieron créditos de composición. Producido por Robert Fripp, el álbum contó con la canción "The Married Men" (escrita por Maggie) que se convertiría en su mayor éxito como compositoras, no para ellas, sino para Phoebe Snow. Después de que Snow y Linda Ronstadt interpretaran la canción a dúo en Saturday Night Live, The Roches fueron invitadas al programa unos meses más tarde a instancias de Paul Simon. Interpretaron dos canciones, inéditas en ese momento, "Bobby's Song" y "The Hallelujah Chorus".
A lo largo de la década de 1980, The Roches continuaron lanzando su música a audiencias pequeñas y solo modestas ventas de discos. Un episodio de 1983 de la serie de conciertos de PBS Soundstage se dedicó a una actuación de una hora del trío, y aparecieron en The Tonight Show Starring Johnny Carson en noviembre de 1985, donde interpretaron su canción "Mr. Sellack". En 1990, volvieron a sus raíces de villancicos con el lanzamiento de We Three Kings, de 24 pistas, que incluía un a capela de Terre "Star of Wonder". Después de otro álbum pop, A Dove (1992), grabaron un álbum completo de canciones para niños titulado Will You Be My Friend?, con una canción de su hermano David y varios jóvenes cantantes de respaldo, incluida la hija de Suzzy, Lucy Wainwright Roche. Después de una gira interrumpida por la muerte de su padre, The Roches lanzaron Can We Go Home Now (1995), su última grabación original como trío hasta 2007.
En 1997, las hermanas pusieron formalmente al grupo en pausa. Continuaron trabajando en proyectos en solitario y, a menudo, colaboraron en álbumes y actuaciones. Terre ha impartido talleres de guitarra y lanzado un álbum en solitario. Suzzy, quien ha actuado en teatro y películas, lanzó dos álbumes en solitario y dos con Maggie, con quien ha realizado giras. Las tres hermanas participaron periódicamente en eventos del área de Nueva York. A finales de 2005, las tres Roches (con su hermano Dave) se reunieron para una breve pero exitosa gira de vacaciones, seguida de más apariciones en los Estados Unidos y Canadá en 2006 y 2007. Ese mismo año, The Roches lanzaron su último álbum como trío, Moonswept.
El 21 de enero de 2017, Maggie Roche murió de cáncer de mama a la edad de 65 años. En un comunicado en Facebook, Suzzy escribió que Maggie "era una persona reservada, demasiado sensible y tímida para este mundo, pero rebosante de vida, amor y talento. Era inteligente, perversamente divertida y auténtica, sin un hueso falso en su cuerpo, una brillante compositora, con una perspectiva única y distintiva, todo corazón y alma".
The Roches se encuentran entre los cientos de artistas cuyo material fue destruido durante el incendio de Universal Studios de 2008.

## Discografía

### Álbumes de estudio
- The Roches (Warner, 1979)
- Nurds (Warner, 1980)
- Keep On Doing (Warner, 1982)
- Another World (Warner, 1985)
- Speak (MCA, 1989)
- We Three Kings (MCA, 1990)
- A Dove (MCA, 1992)
- Will You Be My Friend? (Baby Boom, 1994)
- Can We Go Home Now (Rykodisc, 1995)
- Moonswept (429 Records, 2007)

### EPs
- No Trespassing (Real Live Records, 1986)

### Álbumes de recopilación
- The Collected Works of the Roches (Rhino/Warner, 2003)
- Rhino HiFive: The Roches (Rhino/Warner, 2007)